# 25979 Alansage
25979 Alansage è un asteroide della fascia principale. Scoperto nel 2001, presenta un'orbita caratterizzata da un semiasse maggiore pari a 2,3676772 UA e da un'eccentricità di 0,1044308, inclinata di 5,48737° rispetto all'eclittica.